# Župnija Sv. Anton (Škofija Koper)
Župnija Sveti Anton je rimskokatoliška teritorialna župnija Dekanije Koper Škofije Koper.

## Sakralni objekti
- Cerkev svetega Antona Puščavnika, Sveti Anton (župnijska cerkev)

## Župnijski duhovniki
- Mathias Poropatich (Poropatič)
- Matthaues Marchesi (Markežič)
- Jacobus Valentinis
- Mathias Urbino
- Antonius Milanese
- Nicolaus Micol
- Caspar (Gasparus) Mazucchi
- Nicolaus Micol
- Antonius Fermeglia
- Matthaeus Illiasich
- Matthias Zuppich
- Stephanus Gavardo
- Joannes Vidali
- Franciscus Vescovo
- Antonius Rinaldi
- Joannes (Giovanni) de Favento
- Jožef Anton Brozina
- Joannes Ferjan
- Franciscus Pančur
- Antonius Nadrah
- Josephus Zakotnik
- Jernej Križnaj
- Aleksij Gasparčič
- Joannes (Ivan) Pipan
- Anton Požar
- Avguštin Zlobec
- Franc Koritnik
- Franc Bole
- Jože Ličen
- Bogdan Špacapan
- Jože Ličen
- Marjan Jakopič
- Franc Prelc
- Jožko Pirc